# Fox Kids (Nederland)
Fox Kids was een Nederlandse televisiezender met kinder- en jeugdprogramma's die tussen augustus 1997 en 13 februari 2005 uitzond. Het is de voorganger van Jetix, dat later is hernoemd naar Disney XD.

## Geschiedenis
Fox Kids begon met uitzenden op het kanaal van TV10. Deze zender was oorspronkelijk geheel in handen van Wegener Arcade, maar in de zomer van 1997 kocht Haim Sabans Saban Entertainment een deel van de aandelen van Wegener Arcade over.
Saban had in de herfst van 1997 al 90% van de aandelen van Wegener Arcade overgenomen; de laatste 10% werd in het najaar van 1997 opgekocht door de Holland Media Groep. De samenwerking tussen beide partijen werd na een meningsverschil over de programmering in februari 1998 verbroken. Saban vond een nieuwe partner in Fox Entertainment Group, waarmee Saban Fox Kids Europe oprichtte. De zender ging vanaf dat moment verder als een joint venture tussen Saban Entertainment en News Corporation. Om de avondprogrammering beter aan te laten sluiten bij de kinderprogramma’s die Fox Kids overdag uitzond, werd TV10 omgevormd in Fox, en later voor korte tijd in Fox 8. In november 1999 betrad Fox Kids de beurs in Amsterdam.
Fox Kids werd beheerd door TV 11 Holdings LCC, dat voor 99.99% in het bezit was van Fox Family Worldwide. Deze werkmaatschappij van Fox was op haar beurt voor 50% in handen van Saban en voor 50% in handen van News Corporation. Door de jaren heen verkochten beide partijen echter steeds meer aandelen aan The Walt Disney Company en dit resulteerde in de complete verkoop van Fox Family aan Disney in oktober 2001. In 2001 had de SBS Broadcasting de aandelen van de verlieslijdende zender Fox overgenomen. Het kanaal heette in de avonduren voortaan V8. Vanaf de zomer van 2003 verzorgde Fox Kids de ochtend- en middagprogrammering van het kanaal en Veronica de avondprogrammering.
Doordat de licentie van de naam die The Walt Disney Company had overgenomen van Fox Family was verlopen, moest Disney de naam van de zender uiteindelijk veranderen. In de Verenigde Staten werd Fox Kids in 2003 omgedoopt, maar niet in Jetix, wat uiteindelijk de naam van Fox Kids kanalen van Fox Kids Europe en Disney zou worden. Fox besloot opnieuw een kinderblok uit te proberen, en dit werd uiteindelijk The Fox Box, waarbij de tekenfilms aangevoerd zouden worden door 4Kids Entertainment. Dit werd in 2005 4KidsTV, om de zender een duidelijker identiteit te geven. In 2004 verschenen de eerste Jetix-zenders in Amerika, in verschillende blokken op de Disney-zender ABC Family. In Nederland kreeg Fox Kids in april 2004 een Jetix-blok. Pas op 14 februari 2005 nam Jetix de zender helemaal over. Vanaf 1 januari 2010 werd de naam Disney XD ingevoerd.

## Vlaanderen
In Vlaanderen was Fox Kids aanvankelijk enkel beschikbaar via schotelantenne. Op 1 februari 1998 kwam de zender gratis op de Leuvense kabel (UPC) terecht en werd een maand later betalend. Uiteindelijk werd Fox Kids ook beschikbaar via het digitale Canal+. In september 2004 werd de zender weer gratis in Leuven voor vijf maanden, tot de naamwisseling naar Jetix. Soms werd 's avonds per ongeluk Veronica uitgezonden. Veronica heeft nochtans geen uitzendrechten voor België.